# Indiana Jones and the Great Circle
Indiana Jones and the Great Circle är ett actionäventyrsspel utvecklat av Machinegames och publicerat av Bethesda Softworks. Spelet utspelar sig i Indiana Jones-universumet i perioden mellan Jakten på den försvunna skatten och Indiana Jones och det sista korståget.
Spelet släpptes för Windows och Xbox Series X/S den 6 december 2024. Det släpptes till Playstation 5 den 17 april 2025.

## Spelupplägg
Indiana Jones and the Great Circle är ett enspelarspel i förstapersonsperspektiv som utspelar sig i Indiana Jones-universumet. Som arkeologen Indiana Jones kan spelaren välja mellan att använda smygteknik eller engagera sig i strid med fiender. Spelet innehåller också olika pussel, varav många är valfria. Jones piska kan användas för strid och för att ta sig fram över vissa hinder.

## Utveckling
Den 12 januari 2021 tillkännagav Lucasfilm Games och Bethesda Softworks att de hade planer på att så småningom släppa ett spel baserat på Indiana Jones-serien. Det skulle utvecklas av Machinegames, med Todd Howard som exekutiv producent genom Bethesda. Båda bolagen ägs av Zenimax Media. Howard ansåg MachineGames vara ett idealiskt företag för att utveckla projektet på grund av dess arbete med Wolfensteinserien, som involverar en kamp mot nazister, likt som i Indiana Jones-serien.
Spelets tillkännagivande 2021 följdes av en teasertrailer. I mitten av 2021 var spelet i ett mycket tidigt stadium av utvecklingen och spelets regissör var Jerk Gustafsson. Jens Andersson kom till projektet som designchef i slutet av 2022, efter att tidigare ha anställts på samma tjänst för ett Indiana Jones-spel som var planerat 2009. Andersson har tidigare varit huvuddesigner på spelen The Chronicles of Riddick: Escape from Butcher Bay (2004) och The Darkness (2007). Indiana Jones-teamet inkluderar mer än 20 utvecklare som tidigare arbetat på The Darkness.
Titeln, spelupplägget och en gameplay-trailer visades den 18 januari 2024, under Microsofts Xbox Developer Direct.